# Vague de froid de janvier 1985 en France
 (mars 2012).
Si vous disposez d'ouvrages ou d'articles de référence ou si vous connaissez des sites web de qualité traitant du thème abordé ici, merci de compléter l'article en donnant les références utiles à sa vérifiabilité et en les liant à la section « Notes et références ».

La vague de froid du 4 au 18 janvier 1985 en France métropolitaine a été d'une intensité exceptionnelle, comparable à celle de février 1956. Elle a duré deux semaines.

## Chronologie
Le 4 janvier le nord et le centre du pays sont touchés par la neige. Le 5 janvier, on observe des températures minimales très fortes, -24° à Luxeuil-les-Bains, -20° à Reims, -18° à Troyes et -17° à Strasbourg l'après-midi ; il ne fait pas plus de -10° surtout dans le nord-est de la France.
Le 7 janvier la nuit, un épisode neigeux intense concerne toute la moitié nord du pays mais aussi le Pays basque et la Corse.
Les 8 et 9 janvier, les températures descendent fréquemment en dessous de -15° ; à Nice il est tombé 38 cm de neige et on y relève des températures de −7 °C.
Malgré une légère accalmie survenue du 10 au 13 janvier, une autre offensive d'air froid plus forte que la précédente est observée du 14 au 17 janvier : il fait -25° à Louviers et à Nevers, -23° à Troyes et à Clermont-Ferrand, -22° à Reims, -18° à Paris et des températures inférieures à −10 °C sont observées en Aquitaine.
Le 16 janvier est la journée la plus froide de cet épisode sur l'ensemble du pays. C'est la journée la plus froide jamais enregistrée en France avec celle du 2 février 1956.

## Situation météorologique
Début janvier, un anticyclone se positionne au nord de l'Europe faisant barrage aux flux d’ouest apportant en temps normal de la douceur. Un flux de nord à nord-est se met en place, entre cet anticyclone et des basses pressions situées plus au sud de l'Europe. Ce flux dirige sur la France des masses d'air glaciales en provenance de l'Arctique. 

## Conséquence
Cette vague de froid a eu des conséquences très importantes. La surmortalité liée à cet événement est estimée à 9 000 morts. La plupart des cours d'eau gèlent rendant la navigation difficile, beaucoup de palmiers ont dû être abattus à cause du gel.